# Cinco Centímetros por Segundo
Byõsoku 5 Senchimetoru (秒速5センチメートル, Cinco Centímetros por Segundo, no Brasil e Portugal) é um filme animado japonês de 2007, dirigido por Makoto Shinkai. Ele foi finalizado em 22 de janeiro de 2007. A primeira parte do filme foi lançada no Yahoo! Japan em uma transmissão online para membros do Yahoo! Premium entre 16 e 19 de fevereiro de 2007. Em 3 de março de 2007, o filme completo foi exibido no Cinema Rise em Shibuya, Tóquio.
O filme é dividido em três partes: Cherry Blossom (桜花抄, Ōkashō), Cosmonaut (コスモナウト, Kosumonauto) e 5 Centimeters per Second (秒速5センチメートル, Byōsoku 5 Senchimētoru), totalizando cerca de uma hora de filme. Como nos filmes anteriores de Shinkai, Tenmon foi quem compôs a trilha sonora do longa. Uma light novel foi lançada para dar continuidade ao filme. Uma adaptação para mangá com ilustrações de Seike Yukiko começou a ser publicada na revista Afternoon em julho de 2010.
Takaki Tohno, dublado por Kenji mizuhashi, é um dos dois protagonista da relação amorosa que o filme apresenta.
É o único personagem presente em todos os capítulos. O filme gira em torno dele, mostrando como ele lida com a perda de contato com a garota que amava na infância.
Akari Shinohara, dublada por Yoshimi kondo(capítulo 1) e Ayaka Onuei(capítulo 3) é a segunda protagonista do casal apresentado pelo filme, porém ela não desempenha o papel de protagonista no filme, com poucas aparições, aparecendo um pouco no começo e no final do filme.
Kanae Sumida, dublada por Satomi Hanamura, é uma personagem que aparece no segundo capítulo.
Kanae é a personagem que se apaixona pelo protagonista e tenta lidar com esse amor secreto que não é correspondido pelo protagonista.